# Xanthomera
Xanthomera är ett släkte av fjärilar. Xanthomera ingår i familjen nattflyn.
Kladogram enligt Catalogue of Life:
| Xanthomera | \| \| Xanthomera leucoglene \| \| \| \| \| \| Xanthomera robusta \| \| \| \| |
|            | \| \| Xanthomera leucoglene \| \| \| \| \| \| Xanthomera robusta \| \| \| \| |
|            | Xanthomera leucoglene                                                        |
|            |                                                                              |
|            | Xanthomera robusta                                                           |
|            |                                                                              |